# Cycloptilum spectabile
Cycloptilum spectabile is een rechtvleugelig insect uit de familie Mogoplistidae. De wetenschappelijke naam van deze soort is voor het eerst geldig gepubliceerd in 1939 door Strohecker.